# Crabbes
De Crabbes (Engels: Crabbes River) is een 53 km lange rivier die zich in het zuidwesten van het Canadese eiland Newfoundland bevindt. 

## Verloop
De rivier vindt zijn oorsprong in de Long Range, de bergketen van westelijk Newfoundland. Van uit dat gebergte stroomt de rivier in noordwestelijke richting naar zee. In de vlakkere kustregio stroomt de Crabbes onderdoor de Trans-Canada Highway (NL-1). Zo'n 10 km verder mondt de rivier op het grondgebied van Bay St. George South uit in St. George's Bay. Nabij de monding liggen twee kleine dorpen: St. David's aan de zuidwestelijke en Jeffrey's aan de noordoostelijke zijde van de rivier.

## Zalmen
De Crabbes is een van de tientallen Newfoundlandse rivieren die Atlantische zalmen jaarlijks gebruiken voor hun paaitrek.